# カスティーリャ・ラ・マンチャ州
カスティーリャ＝ラ・マンチャ州（カスティーリャ・ラ・マンチャしゅう、Castilla-La Mancha）は、スペインを構成する自治州の一つである。
州都はトレド。カスティーリャ・イ・レオン州、マドリード州、アラゴン州、バレンシア州、ムルシア州、アンダルシーア州、エストレマドゥーラ州と接する。
19世紀に県制度が導入されて以降、アルバセーテ県を除く4県とマドリード県は「新カスティーリャ」（Castilla la Nueva）地方を構成していた。1978年憲法で自治州制度が導入されてからは、大きな経済格差のために、マドリード以外の地域は切り離されて別の州となった。自治州政府はフンタ・デ・カスティーリャ＝ラ・マンチャ（Junta de Castilla-La Mancha）。
「ラ・マンチャ」とは、マドリードの南に広がる平原で、風が強く標高の高い地域である。「マンチャ」の名はアラビア語の「乾いた土地」に由来する。ミゲル・デ・セルバンテスの『ドン・キホーテ』の舞台となっている。ひまわり、風車小屋、マンチェゴ・チーズでも有名である。

## 人口
| カスティーリャ＝ラ・マンチャ州の人口推移 1900－2010     |
|                                                         |
| 出典:INE（スペイン国立統計局）1900年 - 1991年、1996年 - |

## 県と都市
カスティーリャ＝ラ・マンチャ州は5つの県によって構成されている。県と県都の名前はすべて同じである。
| 県               | 県都           | 面積（km²） | 人口（人） | 人口密度（人/km²） | 自治体数 |
| ---------------- | -------------- | ----------- | ---------- | ------------------ | -------- |
| アルバセーテ県   | アルバセーテ   | 14,925.84   | 402,837    | 26.99              | 87       |
| シウダ・レアル県 | シウダ・レアル | 19,813.23   | 530,250    | 26.76              | 102      |
| クエンカ県       | クエンカ       | 17,141.13   | 218,036    | 12.72              | 238      |
| グアダラハーラ県 | グアダラハーラ | 12,212.09   | 259,537    | 21.25              | 288      |
| トレド県         | トレド         | 15,369.69   | 711,228    | 46.27              | 204      |
| 計               |                | 79,461.97   | 2,121,888  | 26.70              | 919      |

（2012年1月1日現在推計値 出典：INE（スペイン国立統計局））

### 主な自治体
カスティーリャ＝ラ・マンチャ州の首都は、トレドに置かれている。人口が上位の自治体は次のとおり（2013年）。
| 順位 | 自治体                     | 県               | 人口    |
| ---- | -------------------------- | ---------------- | ------- |
| 1    | アルバセーテ               | アルバセーテ県   | 172,693 |
| 2    | タラベーラ・デ・ラ・レイナ | トレド県         | 88,548  |
| 3    | グアダラハーラ             | グアダラハーラ県 | 84,504  |
| 4    | トレド                     | トレド県         | 83,593  |
| 5    | シウダ・レアル             | シウダ・レアル県 | 74,872  |
| 6    | クエンカ                   | クエンカ県       | 56,107  |
| 7    | プエルトジャーノ           | シウダ・レアル県 | 51,550  |
| 8    | トメジョーソ               | シウダ・レアル県 | 38,900  |
| 9    | アスケーカ・デ・エナーレス | グアダラハーラ県 | 35,397  |
| 10   | バルデペーニャス           | シウダ・レアル県 | 30,869  |

（2013年1月1日現在推計 出典：INE（スペイン国立統計局））
トレドとクエンカは、「古都トレド」「歴史的城塞都市クエンカ」として世界遺産に登録されている。

## 政治

### 歴代州首相
| 1 | アントーニオ・フェルナンデス＝ガリアーノ・フェルナンデス | 1978年11月29日 - 1982年2月    | UCD  | 自治州創設前カスティーリャ＝ラ・マンチャ州首相           |
| 2 | ゴンサーロ・パージョ・スビーサ                           | 1982年2月1日 - 1982年12月22日 | UCD  | 自治州創設前カスティーリャ＝ラ・マンチャ州首相           |
| 3 | ヘスス・フエンテス・ラサロ                               | 1982年12月22日 - 1983年6月6日 | PSOE | 自治州創設前州首相                                       |
| 4 | ホセ・ボノ・マルティネス                                 | 1983年6月6日 - 2004年4月17日  | PSOE | 初代自治州首相。前下院議長                               |
| 5 | ホセ・マリーア・バレーダ・フォンテス                     | 2004年4月29日 - 2011年6月21日 | PSOE | 第2代自治州首相                                          |
| 6 | マリア・ドローレス・デ・コスペダル・ガルシーア           | 2011年6月22日 - 2015年7月2日  | PP   | 第3代自治州首相、国民党幹事長                            |
| 7 | エミリアーノ・ガルシーア＝パヘ・サンチェス               | 2015年7月2日 -                | PSOE | 第4代自治州首相、カスティーリャ=ラ・マンチャ社会党書記長 |

### 州議会選挙
2011年5月22日に行われたカスティーリャ＝ラ・マンチャ自治州議会（Cortes de Castilla-La Mancha）選挙の結果は、カスティーリャ＝ラ・マンチャ国民党（Partido Popular de Castilla-La Mancha）が25議席、カスティーリャ＝ラ・マンチャ社会党（Partido Socialista de Castilla-La Mancha、略称PSCM-PSOE）24議席で、カスティーリャ＝ラ・マンチャ国民党代表で、国民党幹事長（Secretaria general）でもあるマリア・ドローレス・デ・コスペダルがカスティーリャ＝ラ・マンチャ自治州首相に選出された。
| 2007年5月27日自治州選挙 |         |        |          |
| 政党                    | 得票数  | 得票率 | 獲得議席 |
| PSOE                    | 572,849 | 52.63% | 26       |
| PP                      | 467,319 | 42.93% | 21       |
| IU                      | 37,753  | 3.47%  | 0        |
| LVE                     | 3,542   | 0.33%  | 0        |
| TC                      | 2,525   | 0.23%  | 0        |
| UdCa                    | 1,213   | 0.11%  | 0        |
| FE                      | 1,071   | 0.10%  | 0        |
| その他                  | 2,211   | 0.21%  | 0        |

| 2011年5月22日自治州選挙 |         |        |          |
| 政党                    | 得票数  | 得票率 | 獲得議席 |
| PP                      | 564,954 | 48.11% | 25       |
| PSOE                    | 509,738 | 43.40% | 24       |
| IU                      | 44,302  | 3.77%  | 0        |
| UPyD                    | 20,554  | 1.75%  | 0        |
| PACMA                   | 4,128   | 0.35%  | 0        |
| PCAS                    | 2,752   | 0.23%  | 0        |
| LV-GV                   | 2,375   | 0.20%  | 0        |
| その他                  | 5,970   | 0.50%  | 0        |

## 通信とメディア
- カスティーリャ＝ラ・マンチャ・テレビ（Castilla-La Mancha Televisión、CMT） - 公営テレビ、2001年12月13日放送開始。

## ギャラリー

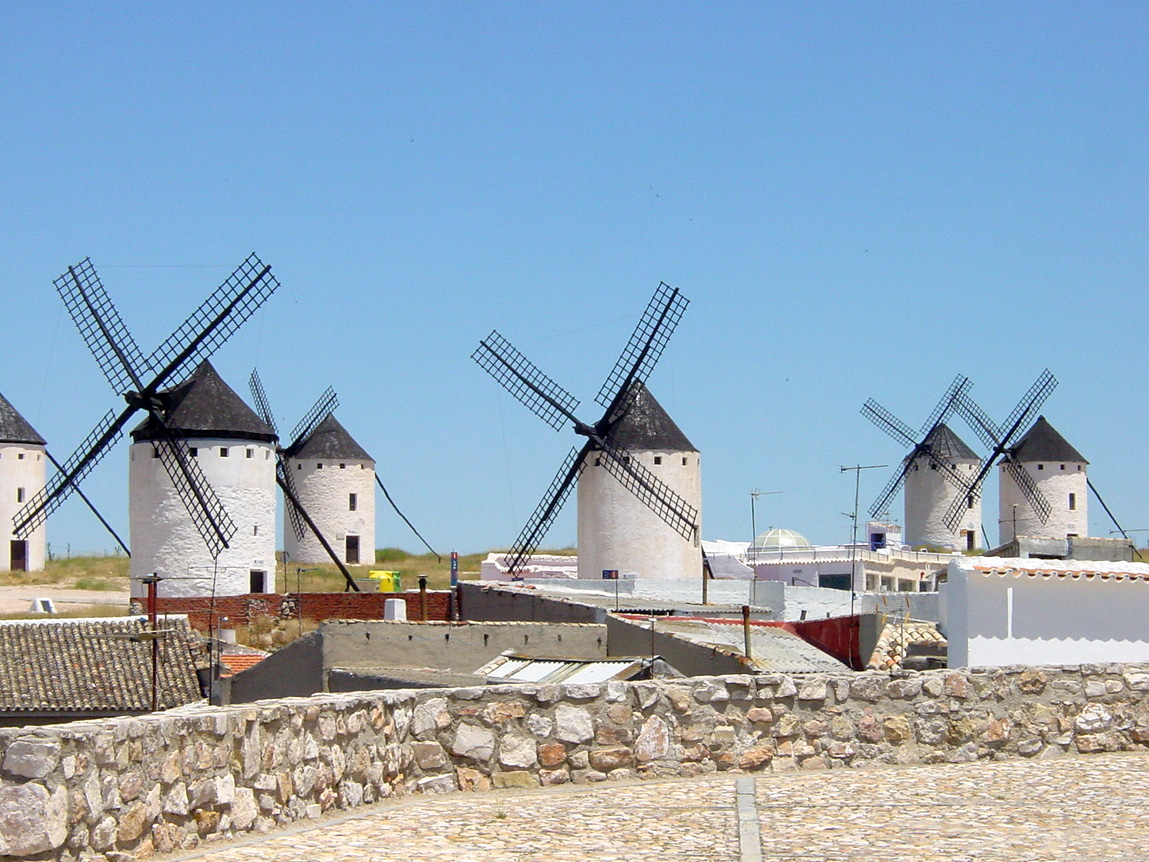
カンポ・デ・クリプターナの風車
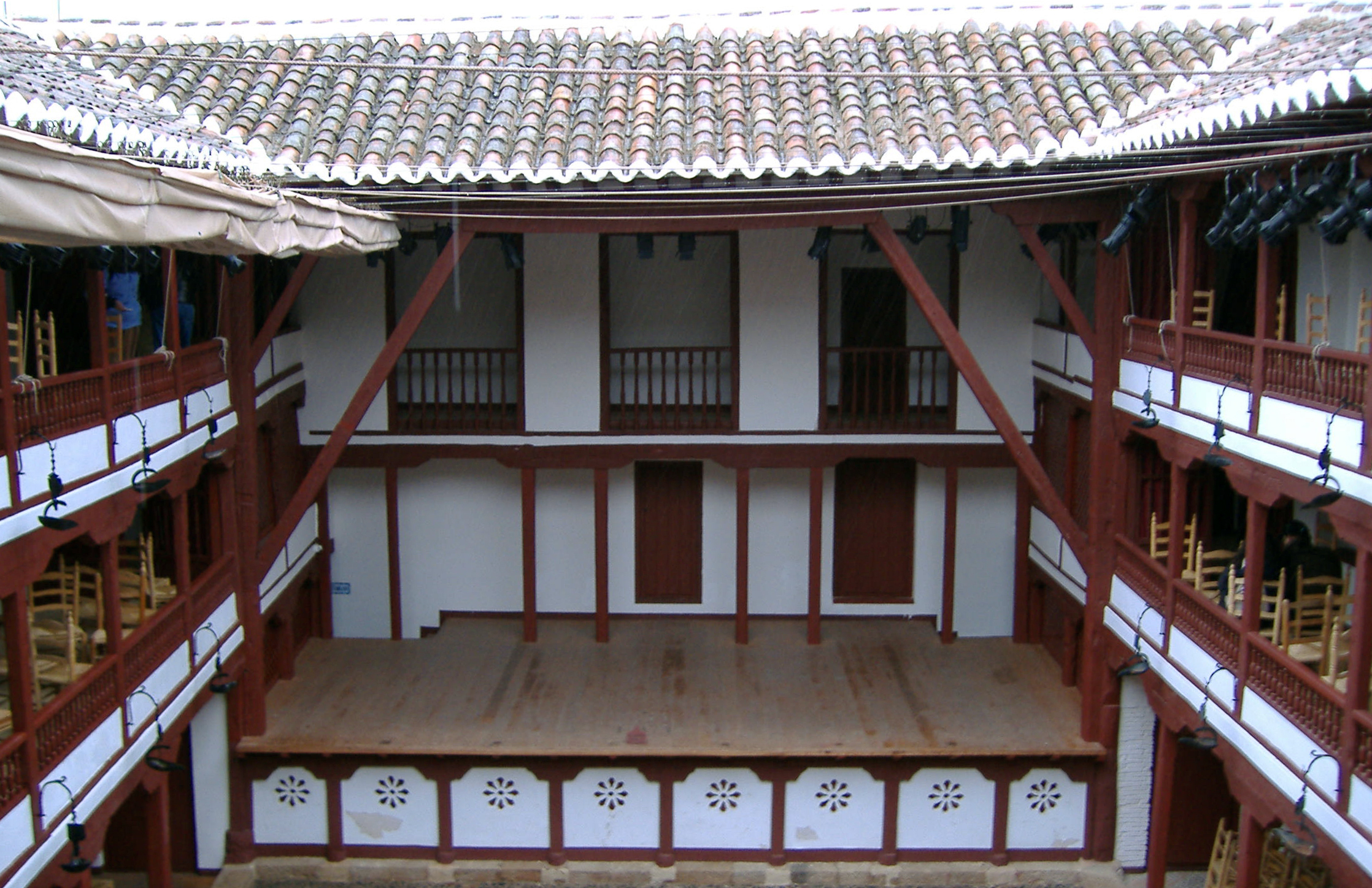
アルマグロの劇場
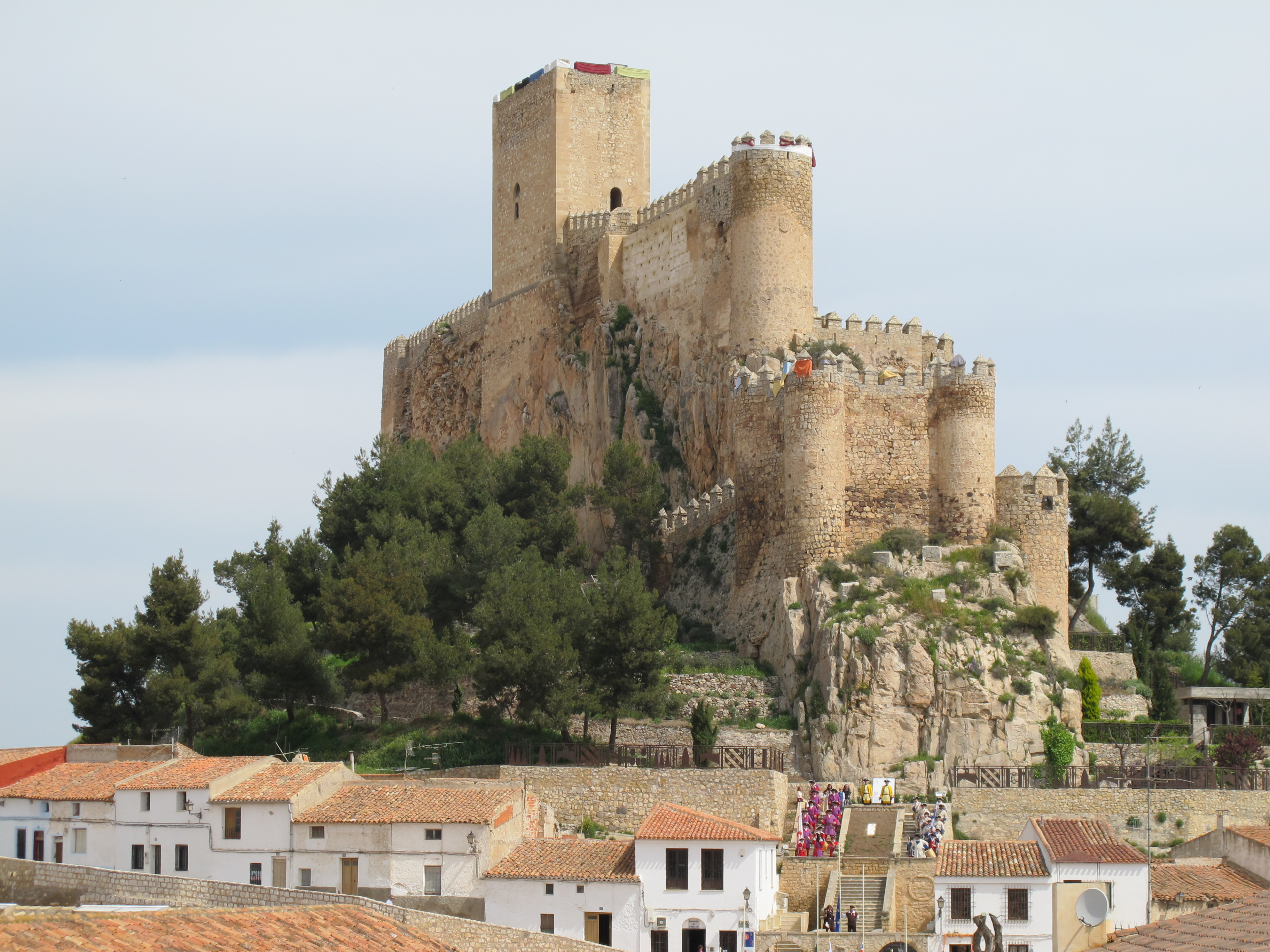
アルマンサ城
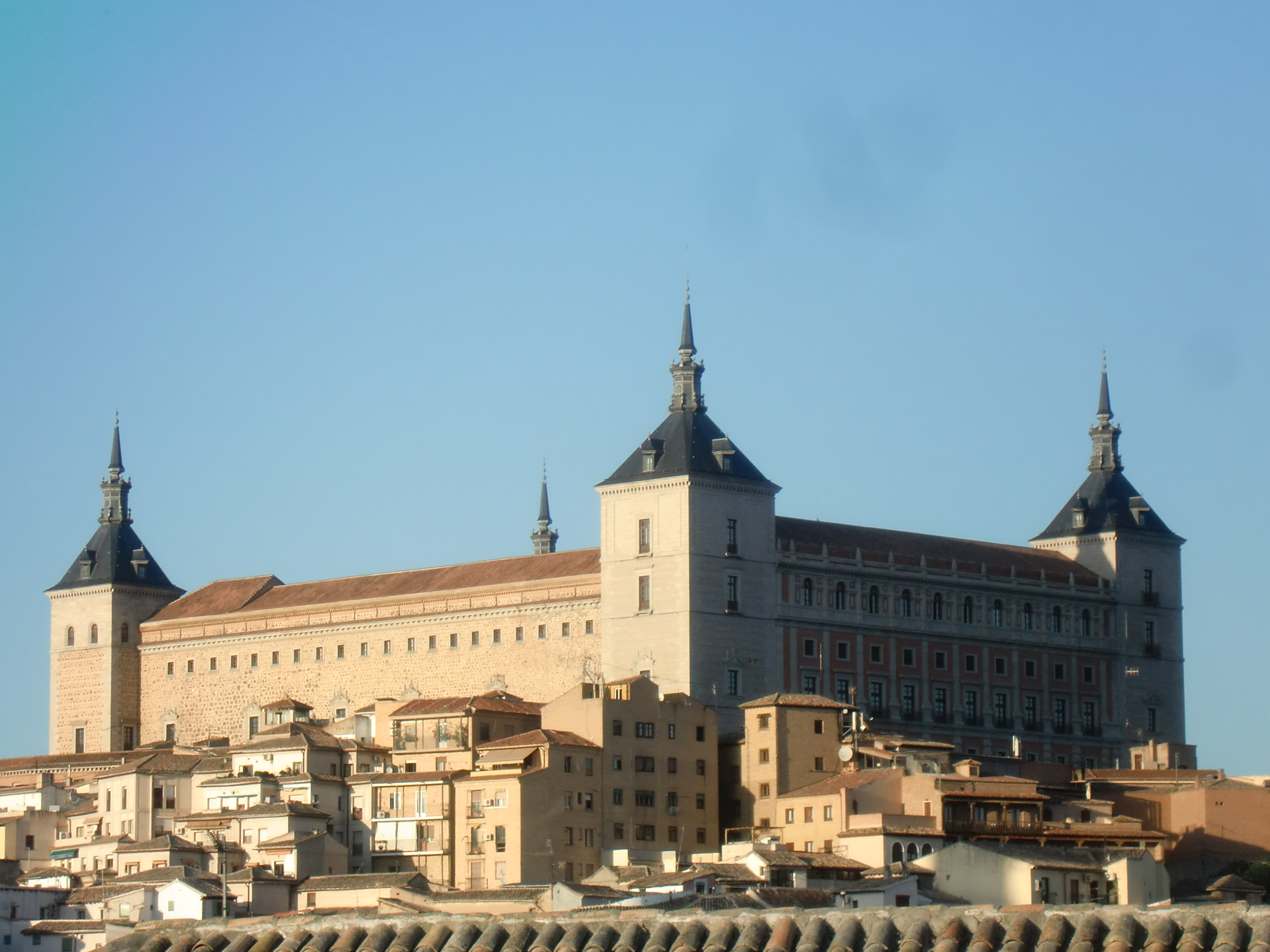
トレドのアルカサル
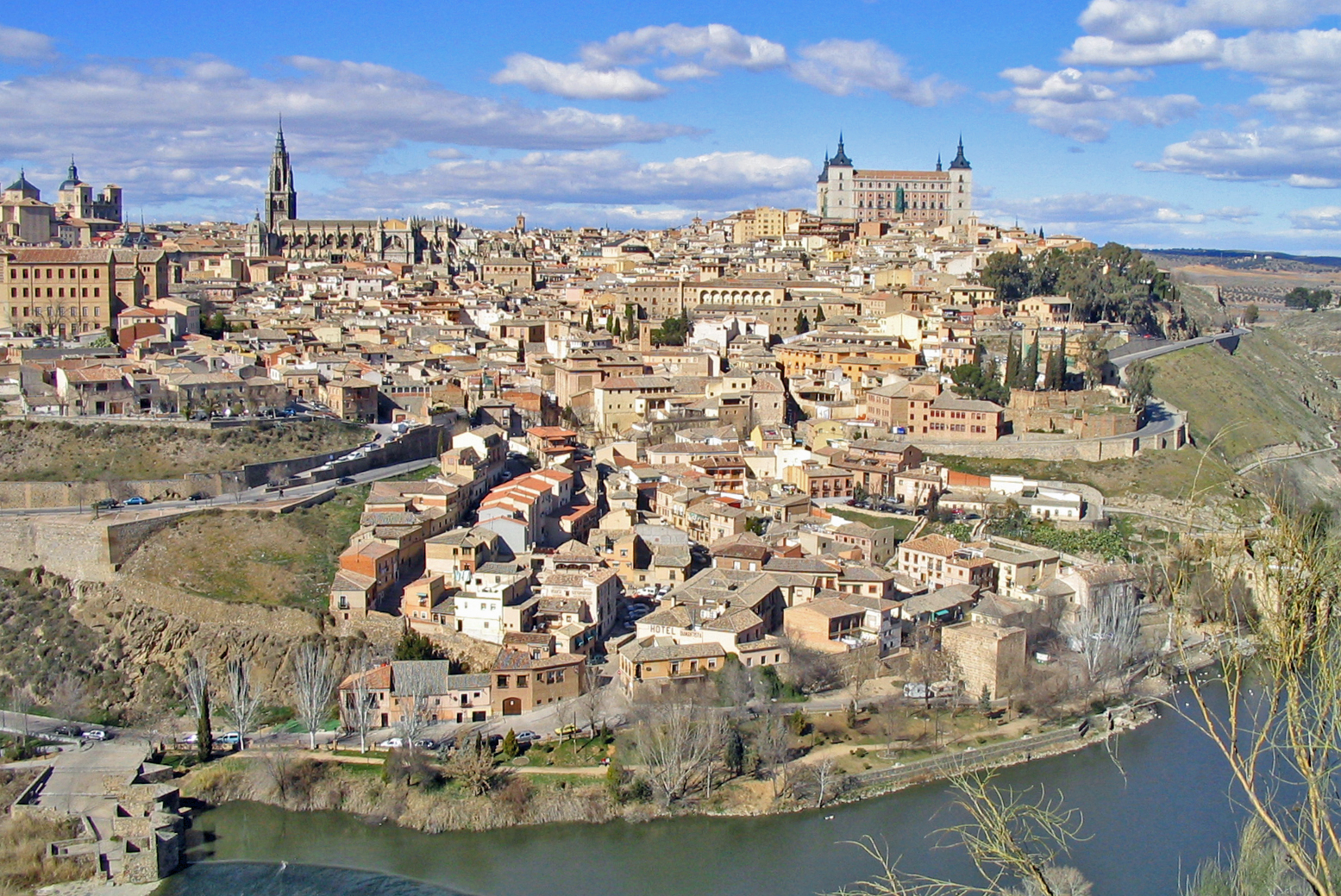
トレド旧市街
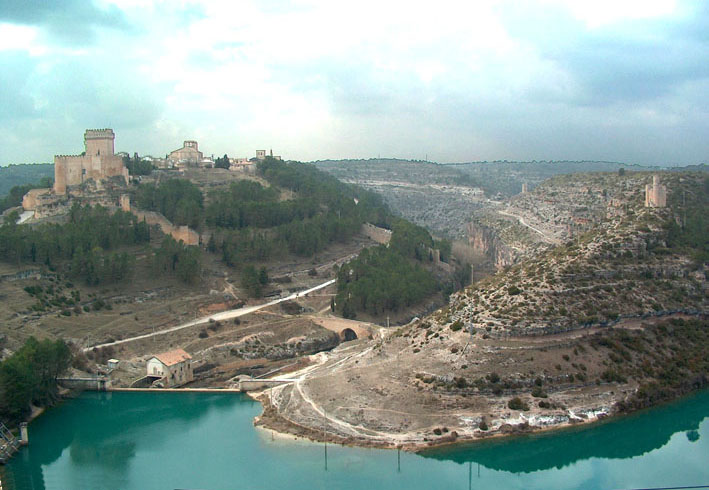
アラルコン
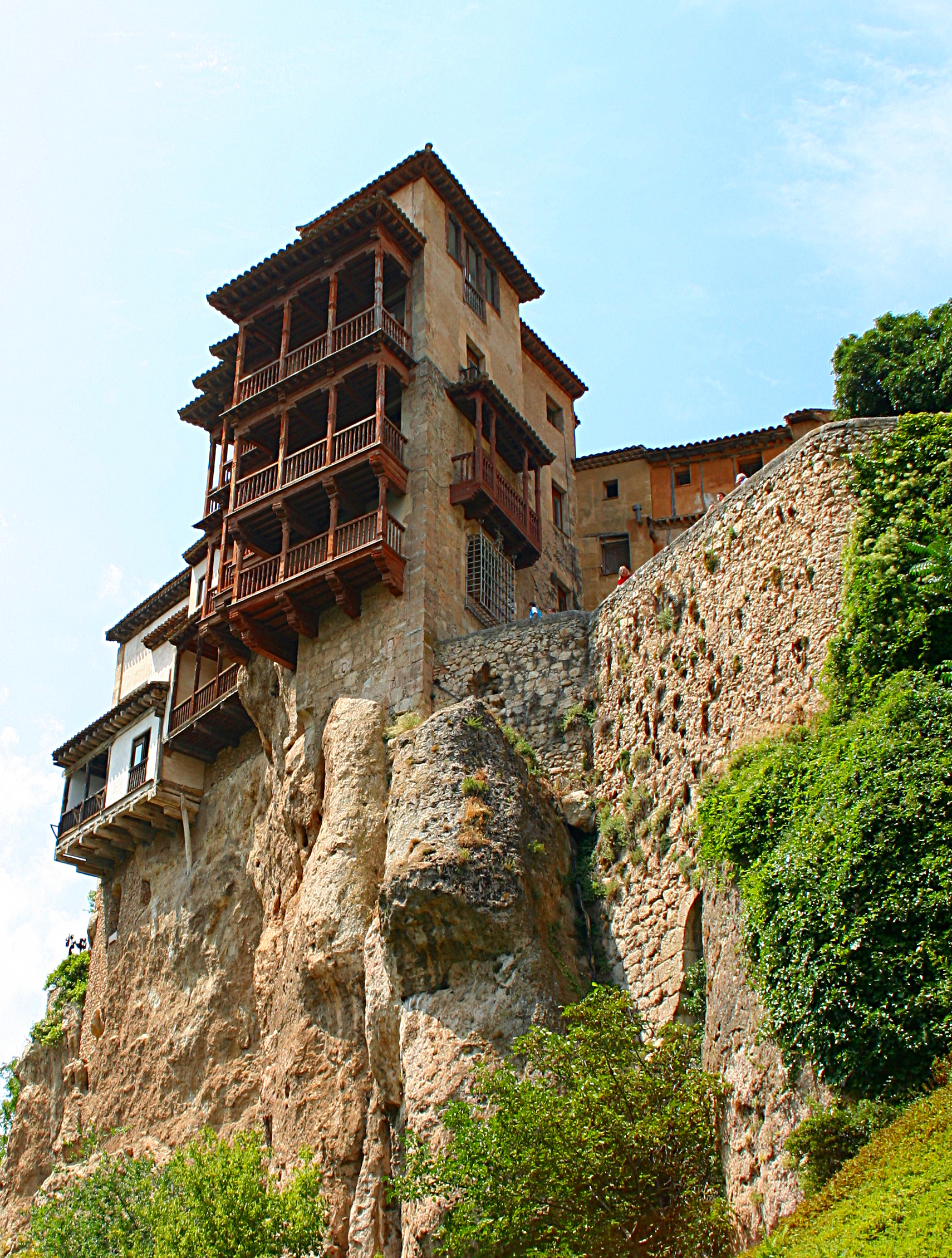
クエンカ
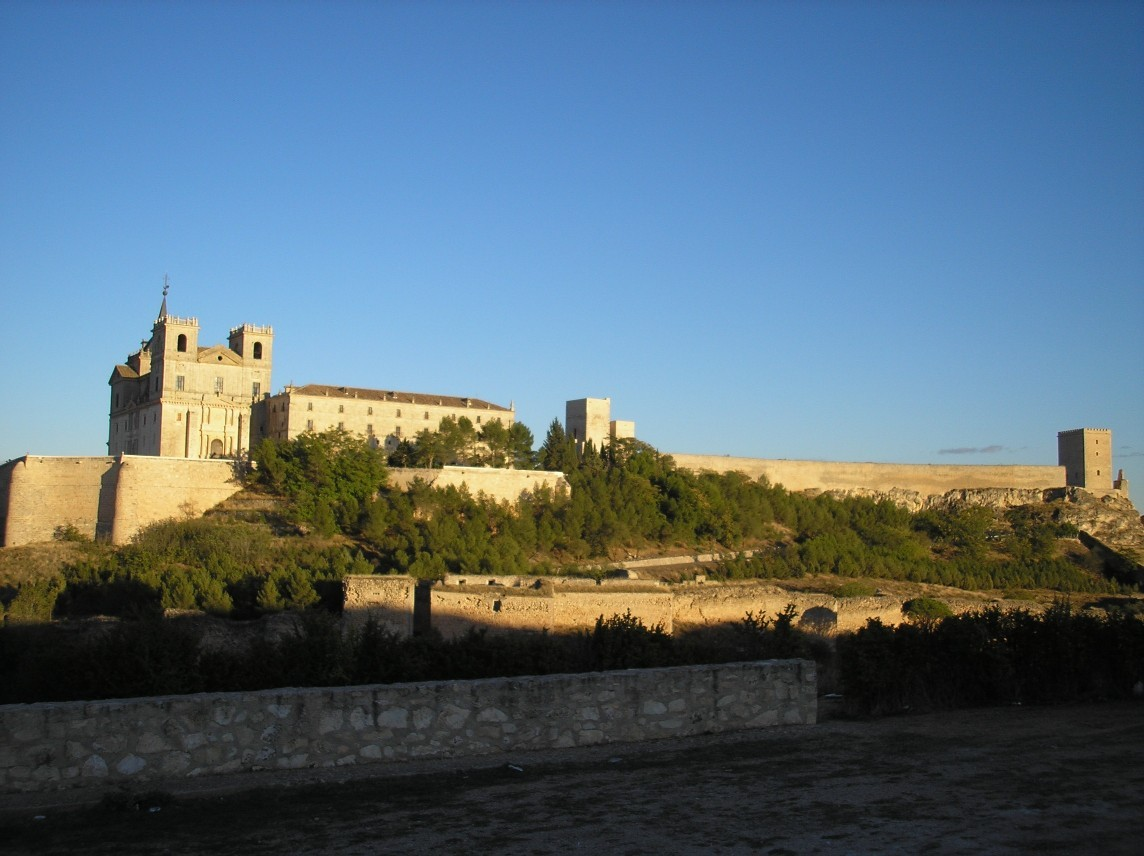
ウクレス修道院